# Hercostomus gymnopygus
Hercostomus gymnopygus är en tvåvingeart som beskrevs av Frey 1925. Hercostomus gymnopygus ingår i släktet Hercostomus och familjen styltflugor. Inga underarter finns listade i Catalogue of Life.